# Nagy lábujj

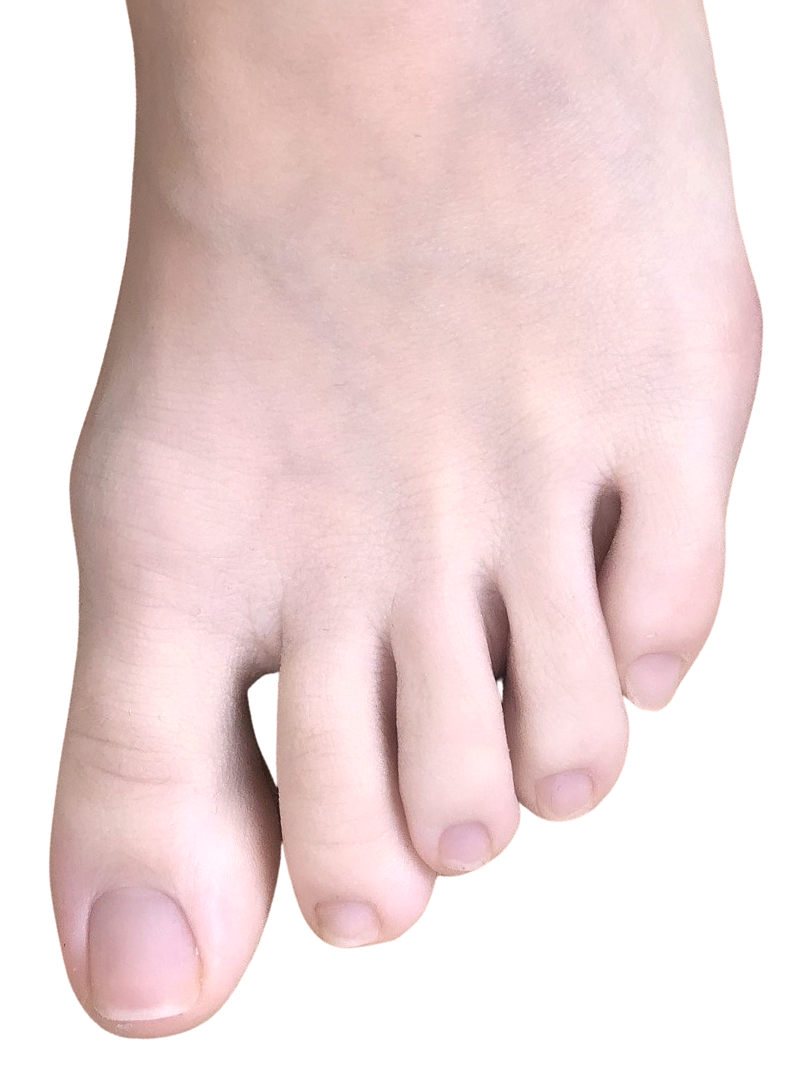
Nagy lábujj

A nagylábujj vagy öregujj (hallux) a kéz hüvelykujjának megfelelő, I. számú lábujj, a lábfejen legbelül (medialisan) helyezkedik el. Nagylábujjnak is nevezik, mivel többnyire (de nem mindig) ez a legnagyobb méretű lábujj. Hasonlóan a hüvelykujjhoz csak két ujjperce van (szemben a többi – ujjal, amelyeknek három). Egészséges lábnál a hallux az első lábközépcsont folytatásának esik.  Leggyakoribb betegsége a laposláb (bokasüllyedés, lúdtalp) következtében  kialakuló kifelé (laterális irányba) történő deviáció, a hallux valgus, mely a következményes ún. bütyökkel az emberi láb egyik leggyakoribb deformitása. Kezelése enyhe esetben talpbetéttel, nagyobb deformitás esetén műtéti úton történik. Utóbbi során a másodlagos csontkinövés (bütyök) eltávolítása, és/vagy az elferdült csont jó helyzetbe állítása történik. Kezeletlen esetben a hallux ízületeinek következményes kopásához vezet, mely további fájdalmakat okoz és a mozgásának beszűkülését okozza. 